# Mistrzostwa Europy w Lekkoatletyce 2014 – sztafeta 4 × 100 m kobiet
Sztafeta 4 × 100 metrów kobiet – jedna z konkurencji biegowych rozegranych podczas lekkoatletycznych mistrzostw Europy w Zurychu. Mistrzostwa sprzed 2 lat nie obroniły Niemki.

## Terminarz
| Data        | Godzina |            |
| ----------- | ------- | ---------- |
| 16 sierpnia | 15:10   | Eliminacje |
| 17 sierpnia | 17:22   | Finał      |

## Rekordy
| Rekord świata            | Stany Zjednoczone · Tianna Madison, · Allyson Felix, · Bianca Knight, · Carmelita Jeter              | 40,82 | Londyn, Wielka Brytania  | 10 sierpnia 2012(dts)    |
| Rekord Europy            | NRD · Silke Gladisch, · Sabine Rieger, · Ingrid Auerswald, · Marlies Göhr                            | 41,37 | Canberra, Australia      | 6 października 1985(dts) |
| Rekord Mistrzostw Europy | NRD · Silke Möller, · Katrin Krabbe, · Kerstin Behrendt, · Sabine Günther                            | 41,68 | Split, Jugosławia        | 1 września 1990(dts)     |
| Listy światowe           | Jamajka · Kerron Stewart, · Veronica Campbell-Brown, · Schillonie Calvert, · Shelly-Ann Fraser-Pryce | 41,83 | Glasgow, Wielka Brytania | 2 sierpnia 2014(dts)     |
| Listy europejskie        | Holandia · Madiea Ghafoor, · Dafne Schippers, · Tessa van Schagen, · Jamile Samuel                   | 42,40 | Lozanna, Szwajcaria      | 3 lipca 2014(dts)        |

## Wyniki

### 1. runda
| Pozycja | Bieg | Tor | Reprezentacja   | Zawodniczki                                                                       | Czas  | Uwagi |
| ------- | ---- | --- | --------------- | --------------------------------------------------------------------------------- | ----- | ----- |
| 1.      | 1    | 2   | Francja         | Céline Distel-Bonnet, Ayodelé Ikuesan, Myriam Soumaré, Stella Akakpo              | 42,29 | Q, EL |
| 2.      | 2    | 4   | Wielka Brytania | Asha Philip, Ashlee Nelson, Anyika Onuora, Desiree Henry                          | 42,62 | Q, SB |
| 3.      | 1    | 8   | Holandia        | Madiea Ghafoor, Dafne Schippers, Tessa van Schagen, Jamile Samuel                 | 42,77 | Q     |
| 4.      | 1    | 3   | Szwajcaria      | Mujinga Kambundji, Marisa Lavanchy, Ellen Sprunger, Léa Sprunger                  | 42,98 | Q     |
| 5.      | 1    | 1   | Włochy          | Marzia Caravelli, Irene Siragusa, Martina Amidei, Audrey Alloh                    | 43,29 | q,    |
| 6.      | 2    | 2   | Ukraina         | Ksienija Karandiuk, Natalija Strohowa, Ołesia Powch, Natalija Pohrebniak          | 43,37 | Q,    |
| 7.      | 2    | 8   | Rosja           | Marina Pantelejewa, Natalja Rusakowa, Jekatierina Wukołowa, Kristina Siwkowa      | 43,47 | Q     |
| 8.      | 1    | 4   | Szwecja         | Iréne Ekelund, Isabelle Eurenius, Daniella Busk, Pernilla Nilsson                 | 43,80 | q,    |
| 9.      | 1    | 5   | Grecja          | Georgia Kokloni, Elisavet Pesiridou, Andriana Ferra, Maria Belimbasaki            | 43,81 | SB    |
| 10.     | 2    | 1   | Irlandia        | Amy Foster, Kelly Proper, Sarah Lavin, Phil Healy                                 | 43,84 | NR    |
| 11.     | 1    | 7   | Finlandia       | Milja Thureson, Hanna-Maari Latvala, Minna Laukka, Nooralotta Neziri              | 44,22 | SB    |
| 12.     | 2    | 7   | Norwegia        | Isabelle Pedersen, Christine Bjelland Jensen, Elisabeth Slettum, Ezinne Okparaebo | 44,29 | NR    |
| 13.     | 2    | 3   | Bułgaria        | Karin Okoliye, Inna Jeftimowa, Maria Dankowa, Iwet Łałowa                         | 44,53 | SB    |
| 14.     | 1    | 6   | Hiszpania       | María Isabel Pérez, Alba Fernández, Estela García, Cristina Lara                  | 44,68 | SB    |
| 15.     | 2    | 5   | Chorwacja       | Ivana Lončarek, Nika Župa, Lucija Pokos, Kristina Dudek                           | 45,47 |       |
| –       | 2    | 6   | Niemcy          | Josefina Elsler, Rebekka Haase, Tatjana Pinto, Verena Sailer                      | DNF   | DNF   |

### Finał
| Pozycja | Tor | Reprezentacja   | Zawodniczki                                                                  | Czas  | Uwagi |
| ------- | --- | --------------- | ---------------------------------------------------------------------------- | ----- | ----- |
| 01 !    | 5   | Wielka Brytania | Asha Philip, Ashlee Nelson, Jodie Williams, Desiree Henry                    | 42,24 | NR    |
| 02 !    | 3   | Francja         | Céline Distel-Bonnet, Ayodelé Ikuesan, Myriam Soumaré, Stella Akakpo         | 42,45 |       |
| 03 !    | 7   | Rosja           | Marina Pantelejewa, Natalja Rusakowa, Jelizawieta Sawlinis, Kristina Siwkowa | 43,22 | SB    |
| 4.      | 2   | Włochy          | Marzia Caravelli, Irene Siragusa, Martina Amidei, Audrey Alloh               | 43,26 | SB    |
| 5.      | 4   | Ukraina         | Ksienija Karandiuk, Natalija Strohowa, Ołesia Powch, Natalija Pohrebniak     | 43,58 |       |
| 6.      | 1   | Szwecja         | Iréne Ekelund, Isabelle Eurenius, Daniella Busk, Pernilla Nilsson            | 44,36 |       |
| –       | 6   | Holandia        | Madiea Ghafoor, Dafne Schippers, Tessa van Schagen, Jamile Samuel            | DNF   |       |
| –       | 8   | Szwajcaria      | Mujinga Kambundji, Marisa Lavanchy, Ellen Sprunger, Léa Sprunger             | DNF   |       |